# ブラッドサーキュレーター
「ブラッドサーキュレーター」はASIAN KUNG-FU GENERATIONの23枚目のシングル。2016年7月13日、Ki/oon Musicより発売。

## 概要
- 前作『Re：Re：』より4か月ぶりのシングル。
- オリコンでは初登場13位。『それでは、また明日』以来5作ぶりにTop10を下回った。

## 収録曲
全作詞：後藤正文、全編曲：ASIAN KUNG-FU GENERATION
- 1.ブラッドサーキュレーター（作曲：後藤正文）
テレビ東京系アニメ『NARUTO -ナルト- 疾風伝』第19代（第459話 - 第479話）オープニング曲。
ASIAN KUNG-FU GENERATIONが『NARUTO』関連の作品に関わるのは『遥か彼方』『それでは、また明日』に続き今回で3回目であり、NARUTOシリーズのアニメで2曲以上がオープニングに採用された4組目のアーティストである[1]。
後藤いわく、「曲もアイディアも時間も全くない所にオファーが来たが、断る理由が見付からなかった。寝る間を惜しんででも書き上げねばならないと思った」[2]。
2018年3月発売のベストアルバム『BEST HIT AKG 2 (2012-2018)』に収録されたため、オリジナルアルバムには未収録となっている(オリジナルアルバム未収録シングルは他に「マーチングバンド」「今を生きて」「Right Now」)。
タイアップの関係か、リリースされて以降の海外公演では必ず演奏されている。
- 2.八景（作曲：喜多建介・山田貴洋）
『噓とワンダーランド』『シーサイドスリーピング』『タイムトラベラー』に続く、4作目の喜多メインボーカル曲。
ASIAN KUNG-FU GENERATION Tour 2016-2017 「20th Anniversary Live」で初披露(後藤は参加せず)され、2019年のASIAN KUNG-FU GENERATION Tour 2019 「ホームタウン」のホール公演でも演奏された(こちらには後藤も参加)。